# Schildluizen
Schildluizen (Coccoidea) vormen een superfamilie van de insecten in de onderorde van de plantenluizen (Sternorrhyncha). Er bestaan naar schatting 7000 soorten schildluizen. Alle schildluizen parasiteren op planten waarvan ze het sap opzuigen. 

## Kenmerken
Schildluizen variëren in lengte van 1 tot 5 millimeter. Veel soorten zijn zeer plat en nauwelijks waar te nemen; andere soorten imiteren vergroeiingen of onderdelen als knoppen van een plant en zijn groter maar toch moeilijker waar te nemen door hun camouflage. Vrouwtjes hebben geen vleugels en poten, omdat ze permanent aan een plant zijn vastgehecht. Ze hebben een ovaal lichaam, dat bedekt is met een wasachtig pantser. Daarentegen hebben mannetjes wel vleugels.
Andere soorten, zoals die uit de familie van de wolluizen, produceren een was-achtige afscheiding op de rug ter bescherming tegen vijanden. Deze wol-achtige afscheiding beschermt tevens tegen koude, waardoor de wolluizen in wat koelere streken kunnen overleven. 

## Voortplanting
De voortplanting geschiedt vaak ongeslachtelijk.

## Verspreiding en leefgebied
Deze familie komt wereldwijd voor in tropische en subtropische gebieden op planten. Ze kunnen grote schade aanrichten in de landbouw.

## Soorten
- Coccus lacca
- Coccus hesperidum
- Laccifera lacca
- Tachardia lacca

## Gebruik
De natuurlijke rode kleurstof karmijn (E-120) wordt gewonnen uit de cochenilleluis (Dactylopius coccus), een schildluis die leeft op schijfcactussen.